# Ludwig von Langenmantel

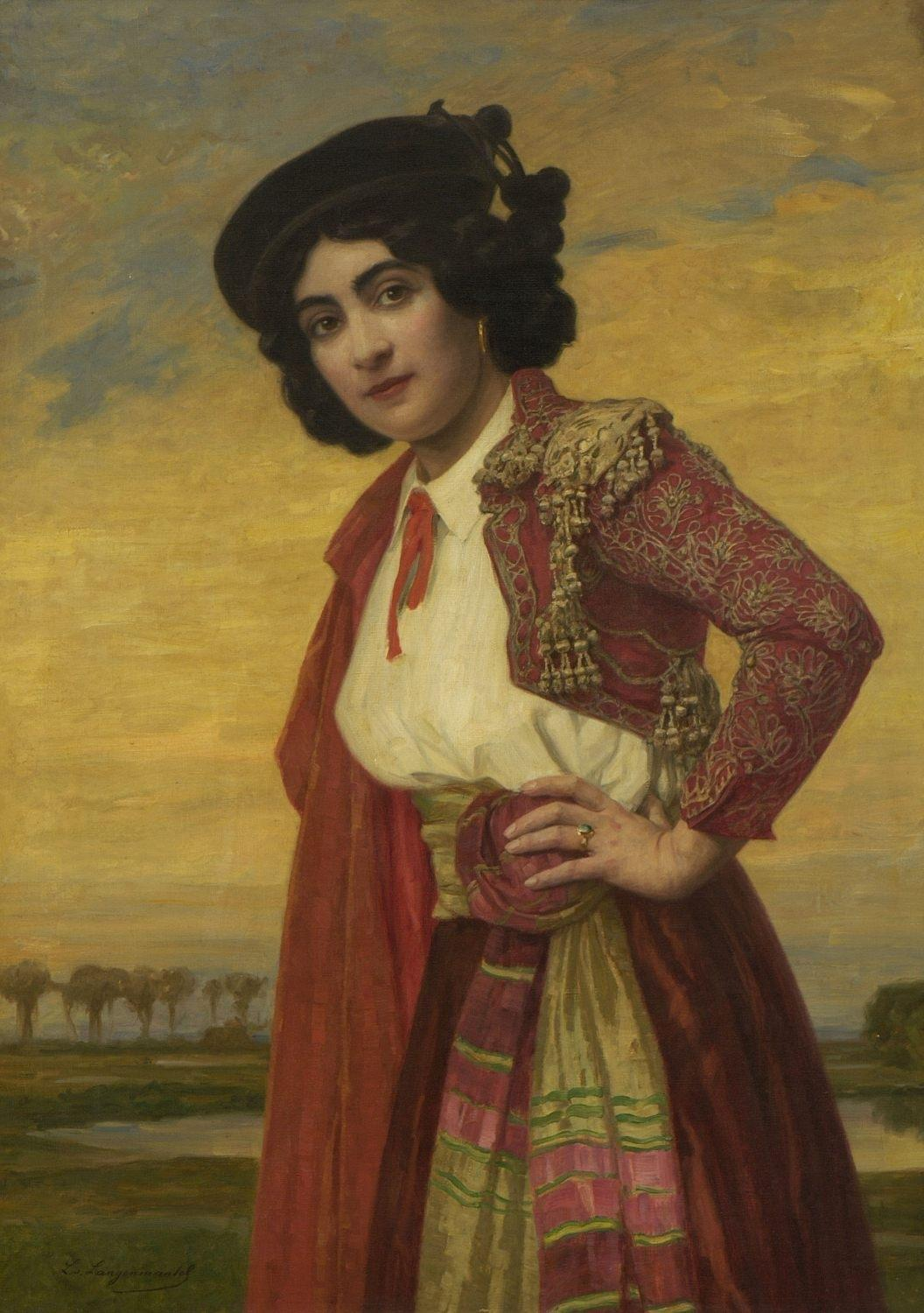
Porträt einer Spanierin, gemalt von Ludwig von Langenmantel

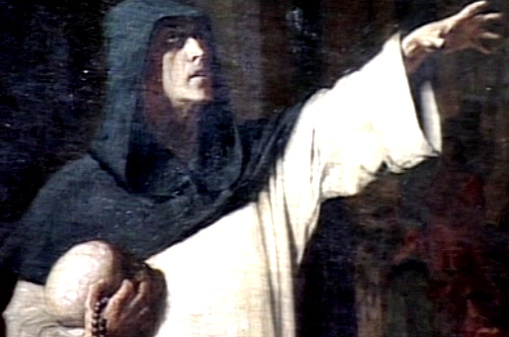
Girolamo Savonarola, gemalt von Langenmantel, 1879 (Ausschnitt)

Ludwig von Langenmantel, auch Ludwig Langenmantel von Westheim (* 4. April 1854 in Kelheim; † 6. Oktober 1922 in München), war ein deutscher Kunstmaler.

## Leben und Wirken
Ludwig von Langenmantel entstammte dem alten Augsburger Patriziergeschlecht gleichen Namens. Sein Vater Otto von Langenmantel (1816–1875) kam in Weiler bei Kempten zur Welt, besuchte die Akademie der Bildenden Künste in München und arbeitete als bayerischer Baubeamter. In dieser Eigenschaft leitete er u. a. 1850 bis 1856 den Bau der Befreiungshalle bei Kelheim. Die Mutter Magdalena von Langenmantel (1825–1900) war eine Tochter des Schlachtenmalers Albrecht Adam (1786–1862). Die Brüder der Mutter, Benno Adam (1812–1892), Franz Adam (1815–1886) und Eugen Adam (1817–1880) waren ebenfalls Kunstmaler.
Schon als Kind begann Ludwig von Langenmantel im Atelier seines Großvaters mit ersten Malversuchen. Ab 1869 besuchte er die Akademie der Bildenden Künste München und wurde 1874 ein Schüler von Carl Theodor von Piloty. 1875 erteilte er einer Prinzessin von Anhalt-Dessau Malunterricht.
Langenmantel wurde als Historien- und Genremaler bekannt. 1876 schuf er das Werk Verhaftung des Chemikers Lavoisier, 1879 die Predigt Savonarolas. Im Schloss Herrenchiemsee malte der Künstler 1885, für König Ludwig II. mehrere Surportenbilder, darunter die Schlacht bei Neerwinden und Hofversammlung in Versailles. Von 1886 bis 1919 war Ludwig von Langenmantel als Lehrer an der Königlichen Kunstgewerbeschule München tätig. In dieser Zeit fertigte er auch Plafondmalereien im Großherzoglichen Palais von Luxemburg, worüber 1896 eine eigene Schrift erschien.
Seine Tochter Erna von Langenmantel-Reitzenstein (1890–1968), arbeitete als Bildhauerin und Silhouettenschneiderin in München. Sie schuf auch eine Porträtbüste ihres Vaters.
Der Pfälzer Maler Heinrich Strieffler war einer von Langenmantels Schülern.

## Galerie

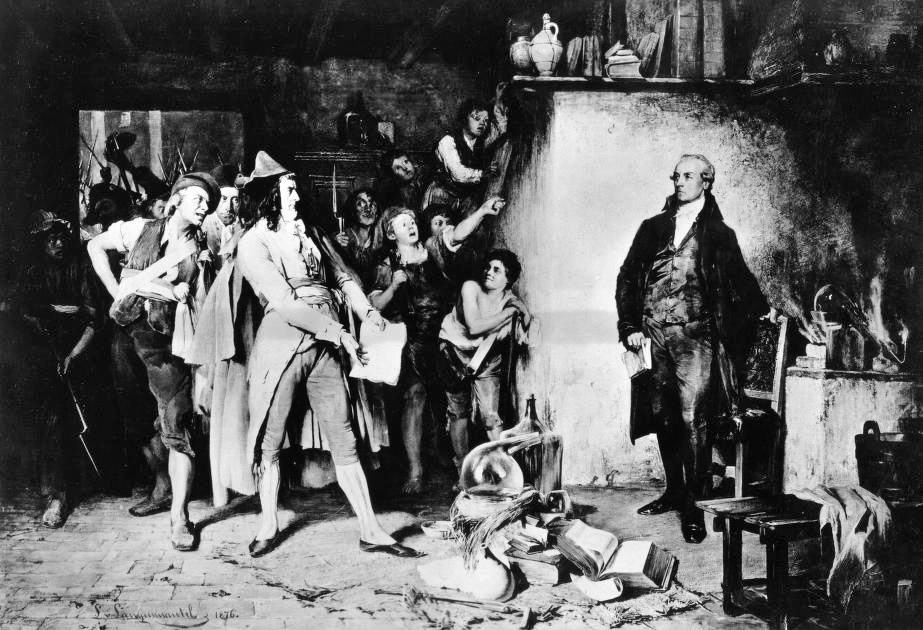
Verhaftung Lavoisiers, 1876
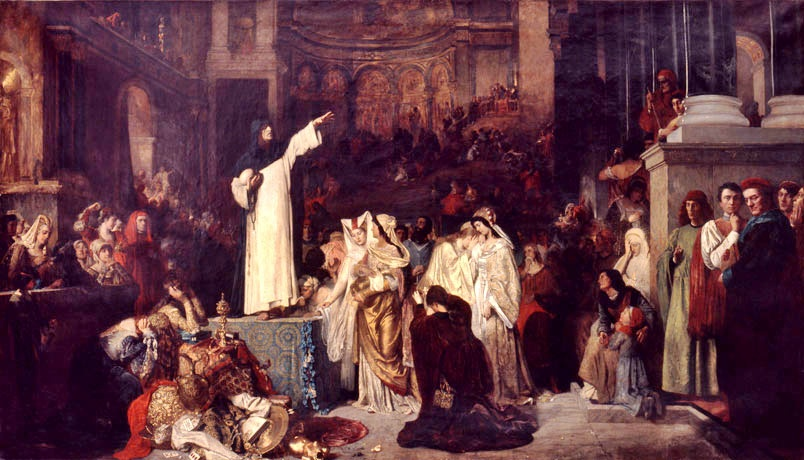
Predigt Savonarolas, 1879 (Gesamtbild)
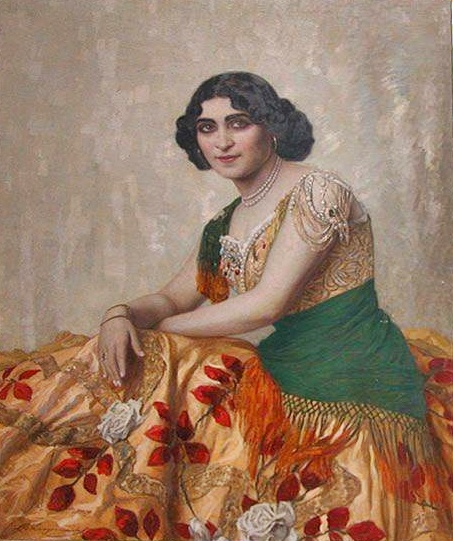
Porträt einer sitzenden Spanierin
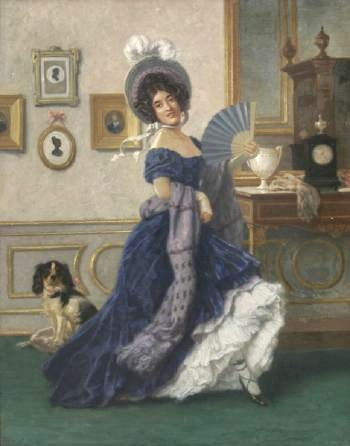
Biedermeierdame mit Fächer
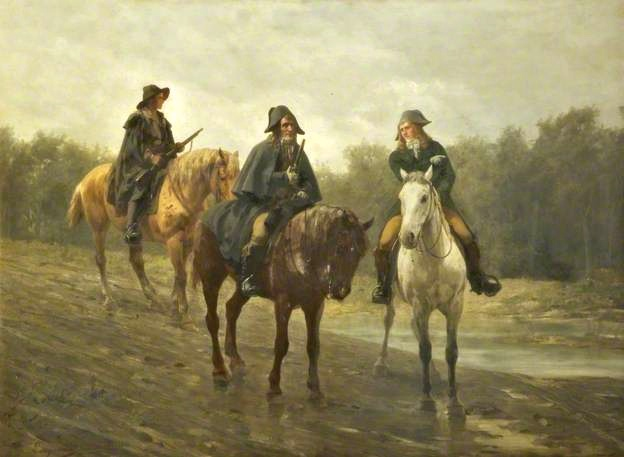
Reiterpatrouille
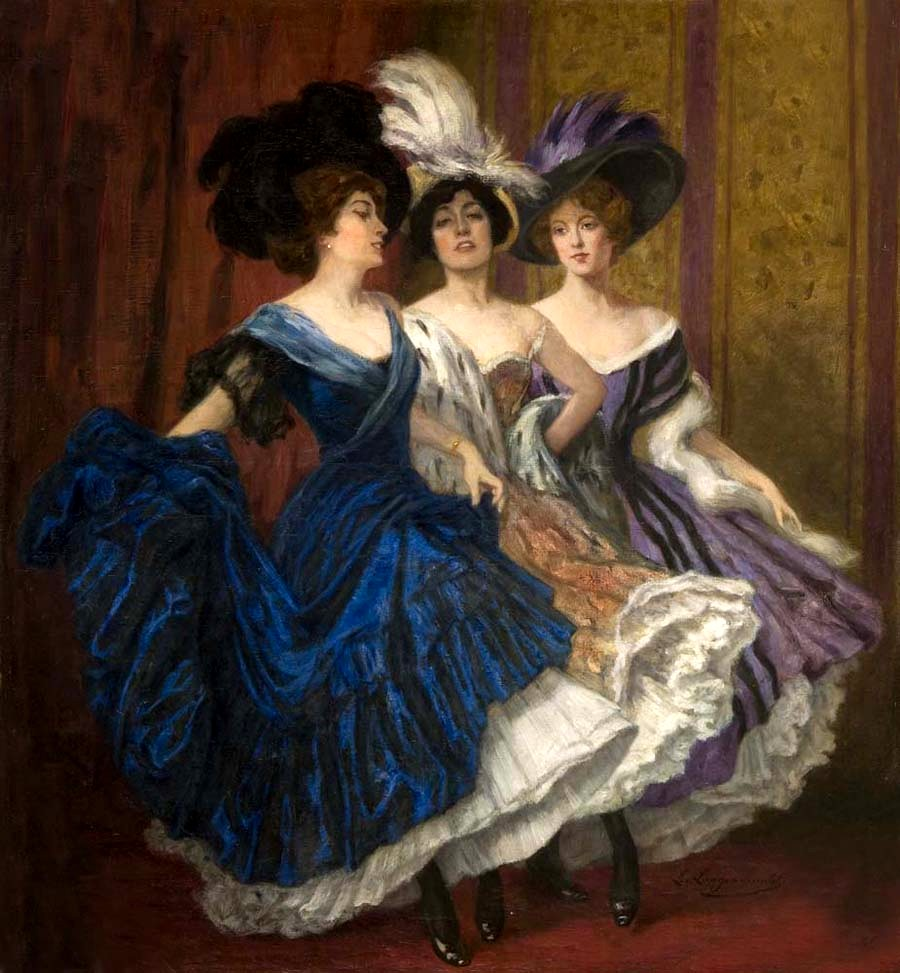
Drei Tänzerinnen
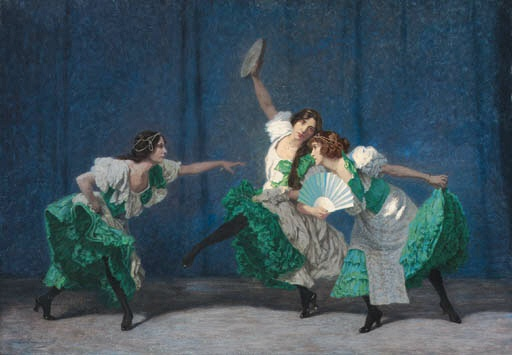
Spanische Tanzszene
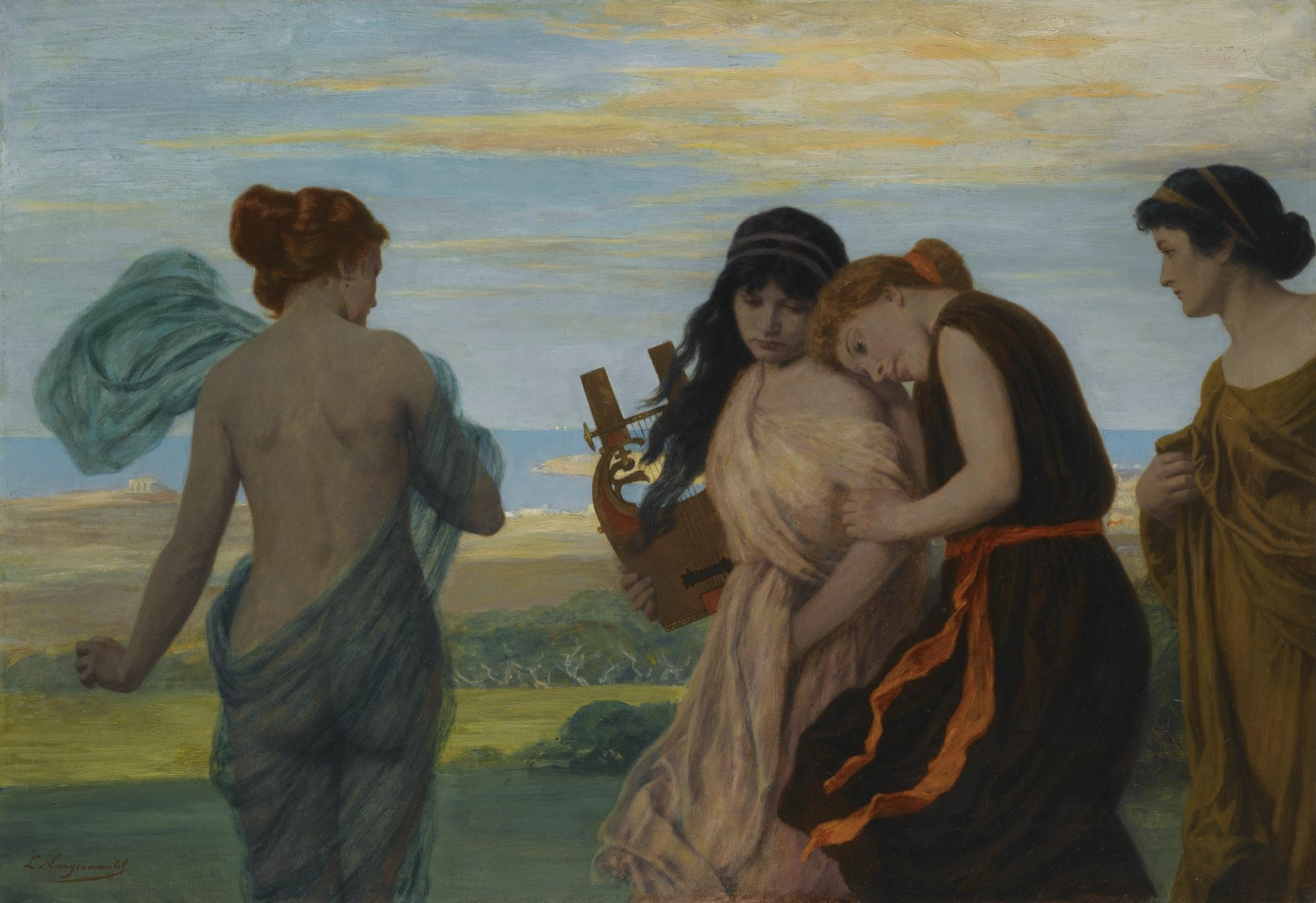
Der Reigen
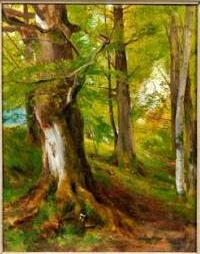
Frühling im Buchenwald (Frühwerk aus der Akademiezeit)